# 八點檔
八點檔即八點檔次的簡稱，為台灣電視術語，一般特指電視台於平日（週一至週五）晚間八點播出的連續劇節目時段。在台灣，此名詞更被廣泛運用。雖然台灣老三台曾有在週六或週日晚間八點播出電視單元劇或連續劇的紀錄，但台灣電視業界通例是不將這些時段視為八點檔。
由八點檔衍生而來的，還有「六點半檔」、「七點檔」、「九點檔」、「十點檔」等名詞；但由於其他時段電視台播出的節目不若八點如此統一（八點檔播出的節目幾乎都是連續劇），故不如八點檔多見。
新加坡新傳媒8頻道雖然開台以來週一至週五晚間九點都播出連續劇，但是2015年才開始使用「九點檔」稱呼這個時段的連續劇，而七點半播出的連續劇，並沒有這類稱呼。

## 臺灣的八點檔的發展
在臺灣，八點檔是相當熱門的節目時段。尤其對無線四台（臺灣只有四家民營無線電視臺，故稱）來說，八點檔連續劇更與晚間新聞，並列為電視臺最重視的黃金時段。
早期在臺視（即1962年4月28日所成立的「臺灣電視公司」，10月10日開播）、中視（即1968年9月3日所創立的「中國電視公司」，1969年10月31日開播）和華視（即教育部與國防部成立的「中華電視公司」，創立日期為1971年10月8日，10月31日開播。11月1日晚間八點播出開台大戲《大將軍郭子儀》）俗稱為「老三臺」播出的八點檔連續劇，以中視《晶晶》為濫觴，多為國語時裝和古裝劇。民視於1997年開播（統稱為「民間全民電視公司」，1996年4月8日成立。1997年5月5日開播「民視新聞台」），隔年並以臺語連續劇《春天後母心》打響戲劇節目名氣之後，除了中視之外，臺語連續劇重新成為八點檔時段的主流。影響所及，包括新成立的客家電視臺（客視）和原住民電視臺（原視）也演出類似的母語戲劇或紀錄片。
由於民視加入後，各臺八點檔收視率的競爭日趨激烈，造成收視率突出，電視台就拉長播出集數以搶攻收視率的現象。此現象造成戲劇品質降低，給予日劇及韓劇分食市場的機會，八點檔流失大量年輕觀眾。在這種情勢下，八點檔連續劇開始走向製作成本低、劇情辛辣、集數冗長、劇本隨寫隨錄隨播，甚至同批戲劇演員跨電視臺演出等的製播環境。
八點檔的播出時間，原本平均為一個小時。2000年後，屬於有線電視系統的三立台灣台（早期為1983年5月所成立的「三立影視」。主要業務為製作及代理發行錄影帶，專門供應自製及代理發行之錄影帶給台灣各地的錄影帶出租店。代表作品譬如《豬哥亮歌廳秀》系列短劇，每集長度約40分至50分鐘不等。惟早年受限於老三台政策因素之故，臺語戲劇與綜藝節目僅播出半小時。譬如台視於80年代至90年代所播出的《天天開心》、《開心舞台》以及《金舞台》等等，故當時僅推出錄影帶以提供家庭出租之用）加入八點檔戰局。播出時間逐漸由原本的平均一個（60分鐘）的延長到75至90分鐘不等，再追溯到2000年代中期，兩家主要競爭對手（民視、三立台灣台）遂將八點檔延長為105分鐘；而從2007年8月1日開始（華視率先於同年6月實行），部分電視台為了收視率考量，更將八點檔時段延長播出時間至兩小時（120分鐘），不僅導致戲劇從業人員反彈
三立為八點檔提升品質，播出時間改成120分鐘。

## 評價與特色
臺灣的八點檔連續劇經常被批評為老哏、灑狗血和了無新意，尤以近年復甦的臺語劇為甚，但實際上此現象從早期的國語八點檔時代即存在。
1970年代初期，由於華視通過不斷延長八點檔集數獲得高收視率（代表例子有1974年播出的《保鏢》和《包青天》），導致新聞局下令八點檔集數不得超過40集。這一限制在1990年代初期再次被華視（愛）打破，此後台灣八點檔開始出現集數長期化趨勢。但八點檔集數動輒破百集的超長期化現象成為常態，還是在1990年代末期民視本土劇取得高收視率之後的事情。民視在八點檔收視率第一時間運用延長播出的方式為收視策略，於是愈來愈多電視台在收視率的壓力下不斷跟進，形成今天愈來愈長的八點檔。
事實上，在早期的八點檔連續劇中，不乏有集數超過40集的戲劇，但諸如《大執法》（96集）、《包青天》（236集）等，均是曾經獲得觀眾好評，並且收視率亮眼的好戲；此外，諸如日劇《阿信》、韓劇《大長今》等，亦是集數長、亦同時叫好又叫座的佳作。這些劇集不因為長度而影響品質的表現，證明好戲連檔，依然可創造出驚人的收視率。還有八十年代至九十年代末期由金庸武俠小說所改編的八點檔連續劇，譬如《書劍恩仇錄》、《雪山飛狐》、《射鵰英雄傳》、《神鵰俠侶》、《倚天屠龍記》以及《笑傲江湖》等等。包括瓊瑤小說改編的電視劇，劇中人物主角對白皆以疊字串場；言詞充滿咆嘯的憤怒戲碼，更為劇情寫下高潮。除此之外，充滿青年人集體回憶的校園愛情故事和軍教片，亦為大受歡迎的片種。
此外雖然並非八點檔，而台視所推出的週末午間檔古裝單元劇《台灣民間故事》，於1988年1月23日至1988年6月11日每週六中午12:50~14:00播出。6月18日改名為《中國民間故事》，由萬祚福傳播公司製作，邊拍邊播，至1997年10月11日播映完畢，持續播出近10年（10月18日星期六中午一點播出《中國怪談》）。但中視於1990年代在週日晚間播出的花系列亦常有一演上百集、時間延續達一年以上、內容灑狗血等橋段，可說是現代各種八點檔亂象的濫觴。

## 拍攝與製作方式
和其他國家一樣，臺灣的電視劇通常採用多機製作（即電子現場製作系統）。即運用一部以上的攝影機進行拍攝，通常由節目導播決定畫面。如在棚內作業，導播在副控室內，選擇組合成為電視節目必要之聲音與畫面，以錄製或現場直播的方式製播節目。方便大量迅速生產，降低製作成本。所以拍攝時期不一定按照播放順序（包含攝影棚內佈景與外景實況錄製，攝錄完畢之後需要進行後期製作），演員可能無法掌握拍攝內容，甚至劇本在攝影現場才會拿到。出場鏡頭多的主要演員，亦需要比一般戲劇更長時間投入拍攝工作。
與電影比較，電視劇拍攝場景通常較為粗糙，甚至會意外造成畫面穿幫的情況（一般來說，內景的成本會比外景低，「男主角家」和「女主角房間」可能其實在同一棟建築裡取景）。為求營造戲劇效果，片中各種畫面呈現皆以借位方式來完成。
拍攝古裝劇時，化妝師會使用特殊膠水製作的假髮與頭套給演員戴上，凌空飛躍時及空中武打鏡頭則需吊鋼絲。在拍攝動作片時，產生激烈打鬥場面便以替身上場，譬如玻璃門窗與其他玻璃容器，包含特別改裝的槍枝等道具，則使用糖玻璃製作與填充空包彈，避免演員拍攝時造成傷害。硬體部分則使用日本SONY公司生產的各型電視攝影機與英國Solid State Logic產品。音效處理方面或各種配樂，皆來自專業錄音室所提供的無版權音樂。後期製作方面則採用Adobe Creative Cloud系列套裝應用軟件，或者是Autodesk的Maya進行編修。所有劇集的拍攝與製作方式，必須完全符合影視工業的規範。

## 基本預算
如果以一集六十分鐘的方式來計算，民視「飛龍在天」每六十分鐘的預算大約在一百二十萬元上下，民視總共拍了近兩百四十五小時，所以，直接的製作費用支出就接近三億元，除了直接的製作開銷外，電視台還有一項包括攝影棚租借、燈光使用與攝影機折舊等項目的間接製作成本，民視估算八點檔單集間接成本的費用大約是二十萬元，如果以這個數字來計算，「飛龍」拍了十個月，間接製作成本的支出也要將近四千九百萬元，直接、間接成本相加後，「飛龍在天」的總製作成本大約是三億四千九百萬元。
2000年11月23日上檔時，插播的廣告費用是以每十秒三萬三千元收費，到了農曆年前，十秒的廣告費用已經漲到四萬九千五百元，如果以農曆年作為計算分野，並以廣告滿檔來計算，農曆年前大約播了六十八小時，六十八小時的廣告秒數大約是四萬零八百秒，不過，廣告公司在收取廣告費用時都有退佣的制度，十秒三萬三千元的廣告費用電視台實際收益是兩萬六千四百元，所以，如果以這個數字來算，農曆年前民視實際的廣告收益就已經達到一億零八百萬元的數字。
農曆年後，民視八點檔的廣告費用調漲為十秒四萬九千五百元，退佣之後的實際收益則是三萬九千六百元，農曆年後總共又播了一百七十六小時，如果全部以廣告滿檔計算，十萬零五千六百秒的廣告總共可以收回近四億兩千萬元，所以，「飛龍在天」十個月播下來，廣告收益的實際數字大約是五億三千萬元。
除了廣告的收益外，民視最近也成功地將「飛龍在天」賣到新加坡與東森電視台，東森還趕在「飛龍」熱潮未退前再次上檔，這兩筆生意也為民視回收了近三千萬元的費用，如果加上這筆外銷收入，民視依靠「飛龍在天」所賺取的利潤就已高達約兩億元。
與時裝劇兩相對照（需考慮歷史與時代背景），古裝劇製作成本較高。以新加坡製作播出的「本地劇」為例，古装剧最大的问题还是资金，制作费越大，电视台会畏首畏尾，所以这几年的新加坡剧方向以家庭伦理剧居多。虽然古装剧少，但新加坡剧制作也还是很烧钱，据邓润良透露，一般一集剧的制作费大约在20万新币，相当于人民币100万，一般一部剧大约在20到30集，一部剧的总投资约在3千万人民币左右，这跟内地的制作费水准持平。请演员也是他们所面临的难题，一个大咖演员的片酬大约占总投资的三成，早些年新加坡剧还会请港台演员，但现在的总量在锐减，原因就是成本太大。
以台灣本地影視行情來看，每集2小時的八點檔連續劇製作費用，大約是130萬至200萬新台幣左右。僅次於林依晨、陳柏霖、陳匡怡與王陽明所主演的《我可能不會愛你》。以林心如所製作的《16個夏天》為例，光是劇組於上海拍攝取景兩天，就花費超過200萬。

## 置入性行銷
置入性行銷（Placement marketing）又稱為隱性廣告，是指刻意將行銷事物以巧妙的手法置入既存媒體，並藉由既存媒體的曝光率來達成廣告效果。行銷事物和既存媒體不一定相關，一般閱聽人也不一定能察覺其為一種行銷手段。其商業手法早已行之有年（例如1920年代於美國所推出的廣播劇，又名肥皂劇），並影響所及（在兩岸三地，無論是新聞媒體與綜藝節目，皆以冠名贊助播出做為表示，尤其是電視購物頻道較為明顯）。在香港的無綫電視所推出的電視劇集，則稱為「特約」（譬如碧桂園特約，宜家傢俬特約或中原地產特約等等）。
2001年於民視播出的八點檔連續劇《情義》，劇中所有演員皆使用諾基亞品牌所生產的功能型手機。
2008年，由民視製作的八點檔連續劇《娘家》開始播出至今，亦藉此方式帶動收視熱潮，並推出年菜（豬腳及滴雞精）和保健食品（娘家益生菌）等一系列周邊商品，藉此創造獲利商機。
2017年由日本任天堂公司生產的Switch掌上型遊戲機，亦於三立台灣台所製播的八點檔連續劇《金家好媳婦》中現身亮相。
由於華視隸屬公廣集團，故未有參與任何冠名贊助以及置入性行銷活動。

## 負面觀感
1989年由楊佩佩製作的台視八點檔連續劇《春去春又回》。於1989年6月18日（星期日）首播本劇第一集，在1989年6月19日（星期一）重播本劇第一集，引起各界議論紛紛，也被行政院新聞局處以罰鍰；而為了重播本劇第一集，台視臨時停掉臺語連續劇時段與益智綜藝節目《強棒出擊》。
2007年三立的「天下第一味」和民視的「愛」對打，又拉長戰線到105分鐘，然後再調到120分鐘，後期，兩台競爭下，八點檔又再度「一瞑大一吋」，一路從130分鐘延長到150分鐘，最後在民視「龍飛鳳舞」和三立「世間情」對打時，更延播到2小時又50分，觀眾重播需看到半夜3點，不僅演職員苦不堪言，對觀眾更是折磨。
播出150分鐘等於一般1小時八點檔兩集半的量，不只編劇量加大，導演和工作人員需要加班趕工，演員更是沒時間睡覺，陷入「早上拍、晚上播」的輪迴。演員回不了家、掛病號外，編劇為了灌水，只能拖戲或隨便寫個方便取景的外景戲，棚內沒時間搭景，隨處可見晃動的門版，因而造成戲劇品質下降。
少播30分鐘，以電視台八點檔每10秒39400元廣告費計算，等於一年損失2億5千萬，不過三立總經理張榮華認為，在產業、人才和觀眾多方考量下，對的事就堅持下去，因此這一步，雖很冒險但也可能改變本土劇生態。
但本土八點的積弊不只播出時間，愈來愈長的集數也是造成電視業整體下滑的主因之一，台灣長集數的電視劇從「包青天」開始，一播236集，到了民視在1998年拍「春天後母心」81集開了本土劇先例，集數漸漸拉長，之後「飛龍在天」播出212集，之後每部八點檔幾乎集數都破百，2004年的「意難忘」更多達526集，一播就是快三年。而競爭對手三立台灣台，更是緊追在後，到「世間情」播出437集，卻有1200小時的播出量，已成為全台之冠。因為長壽劇壓縮到其他製作單位的生存空間，也造成人才出走。
此外，就在這樣播出時間長、集數多的情況下，為了能在最快的時間下有產出，相對的整體製作環境，開始走向製作成本低、劇本隨寫隨錄隨播、劇情辛辣、荒腔走板的內容，邊拍邊播就這樣出現在台灣八點檔。
因為本土劇品質下跌，版權無法外銷，雞生蛋、蛋生雞，連帶打壓製作費，演員費也影響大砍，現在本土劇一集150分鐘酬勞還要打七折，有的分場次計費，讓很多演員不願意加入本土陣容。
演員片酬也有暗盤，隨著海外版權賣出、收視高低，仍有議價空間。本土劇平均一集2.5小時，製作成本約130萬元，製作費如此低廉的景況下，分到演員口袋的酬勞，自然少之又少，藝人私下嘲諷：「別人(大陸明星)拿的酬勞，搞不好就可以給我們拍2部戲，偶像劇拍3部。」以陳昭榮為例，5年沒拍8點檔，返台拍「嫁妝」後，光幣值差別（人民幣、台幣），就是牙籤比香腸，好在本土劇是長壽劇，一拍一整年，數百集拍下來以量取勝，收入也算可觀，難怪許多演員西進「一去不復返」，因為台灣製作方根本拿不出這樣的酬勞請人。
2012年10月31日適逢華視41年台慶，金超群率領范鴻軒與何家勁，為新戲《包青天之開封奇案》返台造勢。憤怒之餘宛如包公上身，左批劣質本土長壽劇、右轟政論節目氾濫，「我可能沒辦法，但包青天會讓他們有報應，我詛咒他們有現世報！」直言民視和三立的本土長壽劇製作費低，品質最爛的戲卻收視最高、還是全台觀眾最愛看的，「我無法接受台灣的觀眾水準這麼低！」並表示台灣影視環境現況已到絕路，「爛到不能再爛，會否極泰來的！」亦計畫回台拍戲，他在大陸製作《包青天》一集約150萬人民幣（約700萬台幣），台灣本土劇多數不超過100萬，屆時可能採合拍劇模式。這次共40小時、分20集播出的《包青天之開封奇案》，是金超群自製主演的大陸劇，據悉，每小時購片金額在5000至8000美金（15至23萬台幣）。
針對現階段的八點檔連續劇而言，每年於文化部影視及流行音樂產業局所舉辦的金鐘獎頒獎典禮則是爭取曝光的機會。然而此時的黃金時段，皆以民視及三立製作的台語本土劇為主；甚至迫使不會講台語的演員，轉戰中國大陸拍戲或改拍偶像劇。另有電視台高層表示，由於每年金鐘獎評審的口味不同，無法迎合乾脆不報名參加。
在民視播出的八點檔連續劇《夜市人生》、《嫁妝》、《春花望露》與《幸福來了》，包括三立台灣台播出的《世間情》、《甘味人生》和《炮仔聲》，為了延伸劇情發展，並沿用時事題材加以改編，疑似抄襲其他節目。

## 綜藝化趨勢
華視於1996年7月1日至2003年1月27日播出的九點半檔單元劇《台灣靈異事件》開始（由謝祖武、趙英華、汪建民與陳明真主演，全劇共播出338集）和2000年7月1日至2004年2月14日播出的校園偶像劇《麻辣鮮師》（由謝祖武、杜詩梅、賈欣惠、葉民志、郭昱晴與乾德門主演，共198集）皆於2001年春節推出電視特別節目。
隨著八點檔連續劇「邊拍邊播」，且走向「長壽劇」路線至今，尤其是過年期間所拍攝播出的劇情內容通常較為輕鬆。譬如劇中人物向大家拜年，說吉祥話發紅包，貼春聯、掛鞭炮以及圍爐等等。也會加入打撲克牌或麻將等充滿年節氣氛的娛樂活動。

## 在海外地區的表現
臺灣八點檔連續劇，在北美地區和新加坡很受歡迎。1980年9月25日，老三台共同投資於美國西岸舊金山設立「國際視聽傳播公司」（The International Audio-Visual Communications Inc.），簡稱「IAVC」，為三台節目美洲總代理，全權向美國及加拿大境內的華語電視台銷售老三台節目影片，向海外各華語電視台提供協助，並發行老三台節目家用錄影帶；首任總經理由中視副總經理林翔熊兼任。
1994年，中視與新加坡電視機構（簡稱「新視」）合拍古裝連續劇《天師鍾馗》，由金超群（飾演 鍾馗）、范鴻軒（飾演 柳含煙）與陳天文（飾演 王富曲）主演。中視於1995年播出《天師鍾馗》自製版，改由黃文豪替代陳天文。播出日期為1995年9月11日至12月5日，共61集。
當民視無線台與三立台灣台尚未開播之際，早期即有以新加坡為外景拍攝的戲劇作品。譬如1982年台視播出的《再愛我一次》以及中視於1987年播出的《小姐與流氓》。2004年三立台灣台八點檔連續劇《台灣龍捲風》，第1集開場片段亦於新加坡拍攝。
新傳媒8頻道品牌與宣傳副總裁陳國明接受聯合早報詢問時舉出收視數據，2011年平均收看《愛》的觀眾為92萬人，而當時僅上檔僅兩周的《夜市人生》則吸引平均102萬的觀眾收看；從此數據看來，每5個新加坡人中，就有一人觀看《夜市人生》。
當台灣「鄉土劇」在新加坡熱播時，對民眾在生活層面帶來的影響，超乎想像。根據研究者觀察，發生在新加坡最普遍的消費地點－社區型美食廣場（Food Court），逢晚間七點的放映時間，小販中心的食客會就定位，目不轉睛地邊吃邊看正在播映的「鄉土劇」，就連正在盛飯的小販也是邊做生意，邊偷喵劇情發展。尤其當劇情出現對立的精采橋段，驚嘆聲更是此起彼落。另外，晚間七點至八點「鄉土劇」播映期間，購物商場幾乎門可羅雀，直到播映結束八點左右，人潮才會陸續湧現。
與香港無綫電視所製作播出的電視劇集相同，在新傳媒8頻道的台灣「八點檔」，一律採用華語配音播出，加上英文字幕對白。電視分級制度列為輔導級（簡稱PG，為家長指引節目（Parental Guidance Recommended）之簡稱）：建议家长陪同未達十二歲之兒童觀賞。播映時間則集中於每日下午茶時段與晚間七點至九點。若要在其他採用IPTV服務的電視頻道收看與收聽原音播放（少部分節目使用粵語及閩南語或支援雙語廣播切換功能，例如馬來西亞的Astro集團旗下所屬頻道），則須在家中安裝電視公司合法出售的機頂盒。基於版權因素考量，收視戶亦須按月向代理商交付訂購頻道的租約費用。
除此之外，還有不少來自新加坡和馬來西亞等東南亞國籍藝人參與「八點檔」演出。譬如新加坡知名演員李南星、楊寶瑋，馬來西亞歌手關德輝、謝佳見、艾成，與七朵花成員王宇婕。到此為止，在民視與三立台灣台所製播的「八點檔」，則分別於新傳媒8頻道、星和視界、佳樂台，Astro歡喜台與越南的Echannel頻道播出。

## 影響
當民視所製作的《夜市人生》於新傳媒8頻道播映時（2011年2月27日至2015年7月4日逢每周六日，採華語配音播出。共1008集），讓台灣著名景點和小吃曝光率大增，裡頭的夜市跟藥燉排骨，就讓不少新加坡旅客想前來朝聖，甚至成了台北市政府觀光傳播局推銷來台旅遊的熱門話題。
針對此一現象，民視也在2015年7月24日的即時新聞作出相關報導。許多新加坡遊客也因為看了《夜市人生》，特地來到台灣找夜市，就是要看陳美鳳藥燉排骨的攤位。憑藉這股強大的戲劇效應，不僅推廣特色小吃，也帶動台灣的觀光景點，促進台灣的觀光發展。尤其成功延攬新加坡來台遊客增進2成，從2012年約26萬人次，增加至2013年約31萬人次，2014年則有約35萬人次。
受大眾文化所賜，電視劇中的男女主角沙龍造型，亦為戲迷與影迷們（英譯：fans，或稱「粉絲」）爭相模仿的對象，以及茶餘飯後的討論話題。觀眾藉由電視劇的時代背景，徹底了解流行時尚的品味與魅力；或者是根據故事題材了解各種行業的產業趨勢，與主角人物之性格。隨著網路影音平台YouTube興起，甚至還有其他知名YouTuber在網路上將原始作品重新加工進行二次創作；亦有網友透過截圖方式製造表情包加以戲仿，並引起媒體關注。
與YouTuber一樣，不少電視公司亦紛紛於YouTube架設直播頻道。對於使用智能手機與平板電腦的民眾來說更是一大福音。用戶可不分時地依據個人喜好隨時隨地收看（在YouTube播映期間，亦隨機插入六秒至三十秒鐘或更長時間的廣告短片、甚至是唱片公司所發行的單曲等等），並將其加入播放清單當中，進而帶動追劇熱潮（包括其他使用OTT服務的串流媒體平台，亦可通過下載適用於Android和iOS設備的流動應用程式。譬如美國的Netflix與Apple TV、日本NTT DOCOMO旗下的dTV網站、中國大陸的愛奇藝與豆瓣網、香港TVB的myTV SUPER及其針對海外地區所推出的TVB Anywhere與Big Big Channel、韓國CJ集團的TVING與NAVER子公司成立於台灣與泰國的LINE TV、台灣的CatchPlay、新加坡的meWATCH與馬來西亞的Astro Go）。
由於網路無遠弗屆的傳送力量，對於身為消費者的廣大收視戶帶來更多選擇。以YouTube為例，在少數某些頻道則以24小時直播方式放映節目來聚集收視。
有心理醫生表示，牺牲运动社交机会，追长寿剧易患痴呆症。根據倫敦大學學院的研究報告顯示，50歲以上人士每天觀賞超過三點五小時以上的電視節目，會導致記憶力減退。

## 收視族群
在早期老三台時代的八點檔連續劇，該集播映完畢之後便不再重播，翌日午間檔時段則重播更早期的連續劇（包含但不限於八點檔或假日單元劇，相同節目重播則要等待數年），直到民視開播之後才打破這一慣例。
民視無線台於1997年6月11日開播，在當時無線電視定頻為第5頻道（76MHz~82MHz），位在第一波段（Band I），由於在此之前老三台的頻道位置屬於VHF的第三波段（Band III）（台視在第7頻道，中視在第9頻道，華視在第11頻道），故當時要收看民視時須使用指定的天線接收方能收看，且無須收費。與有線電視系統比較，兩者之間並不衝突，故收視率（以開機次數計算）始終高於三立旗下所有頻道。
以民視與三立台灣台互相對照，由於民視所成立的「鳳凰藝能股份有限公司」基本合約演員皆來自老三台出道的資深藝人，故銀髮族收視佔絕大多數。當中亦有不少外省籍資深演員苦練台語（譬如張晨光、檢場、龐祥麟、勾峰以及林在培等等），而加入本土劇演出。
相對於三立收視族群較為年輕、劇情題材大玩各種獵奇梗，民視則是年齡層偏高、置入產品太粗劣，但共同的是，皆以草根人物打拼、家庭倫理和情感為出發點，配合時事話題加入劇情藉以貼近民眾生活。譬如2013年至2018年間所推出的《世間情》、《甘味人生》、《一家人》和《金家好媳婦》，參與演出的演員們皆因收視高漲致使名氣上升，亦有更加突出亮眼的表現。。
2011年，三立都會台開始成立「華人電視劇」品牌（簡稱華劇）。主要收視族群則是針對追求時尚品味的新時代男性和女性，製作項目以浪漫愛情輕喜劇為主。第一部八點檔電視劇《真愛找麻煩》於2011年12月13日首播，包括之後推出的《剩女保鏢》、《我的自由年代》、《女人30情定水舞間》、《媽咪的男朋友》、《大人情歌》、《我的愛情不平凡》與《獨家保鑣》等等。2012年起固定於每年12月製播《華劇大賞》，海外版權包含香港TVB旗下的J2台、myTV SUPER 華語劇台（所有播出節目皆附帶粵語配音播出）。馬來西亞的Astro 雙星、Astro雙星HD、Astro AEC，新加坡的星和都會台、星和娛家戲劇台。由於節目頻道屬性和收視族群定位，故主要收視競爭對手為衛視中文台、TVBS歡樂台、緯來戲劇台和東森戲劇台。
根據以上描述，台灣的八點檔主要收視族群多半為家庭主婦或學生，甚至是自由業，亦有上班族加入收視行列。

## 收視率調查
到目前為止，台灣的八點檔連續劇（包含但不限於其他節目）收視率，則是根據「潤利艾克曼國際事業有限公司」以及「AC尼爾森公司」所提供的收視調查報告作為參考依據。

## 節目表查詢
在其他的電視頻道，譬如財經台、新聞台、體育台、電影台、兒童頻道甚至是宗教頻道等等，皆以頻道屬性製播節目，並沒有「八點檔」這個名詞。

## 軼事
1987年1月23日，中視文化公司《掃描線周刊》刊登專文，把七先生與武媚娘漫畫化，以他們之間的對話向讀者介紹中國電視公司電視城。2012年12月19日，潘迎紫上TVBS歡樂台《女人我最大》，坦言自己以前曾為了拍《一代女皇》增胖30磅。
2013年於三立台灣台推出的八點檔連續劇《世間情》，其中以李亮瑾（飾演 方思瑤）與陳珮騏（飾演 江曉婷）所演出的「女女戀」、「瑤婷戀」劇情內容，更一舉躍上國際媒體，並引發同志族群關注及討論。

## 註解
1. ↑  華視連續劇「保鑣」，由高鳴、張玲、程安琪、龍隆、石英、陳松勇與衛子雲主演。
2. ↑  1974年「包青天」由儀銘飾演包拯，古錚飾演公孫策，田鵬飾演展昭。
3. ↑  「書劍恩仇錄」是金庸筆下第一部武俠小說，續集為「雪山飛狐」與「飛狐外傳」。
4. ↑  「書劍恩仇錄」電視劇版本由鄭少秋一人分飾乾隆、福康安與陳家洛。
5. ↑  「雪山飛狐」於八十年代中期至九十年代初期，才開始改編多部電影電視劇作。
6. ↑  「雪山飛狐」後續作品「飛狐外傳」，為「雪山飛狐」前傳。主要劇情則描述主角胡斐、胡一刀、袁紫衣、苗人鳳、程靈素年輕時代的故事。
7. ↑  以「煙雨濛濛」歌詞為例，「纏繞者」三個字便連續用了十次。
8. ↑  現時全球各地所有影視業界，多數皆使用SONY產品。其中亦不乏其他廠商投入相關影視設備之製造，譬如JVC以及SHARP等等。
9. ↑  本章節所提及之成本、費用、利潤、支出、收入等，除有特別標示者外，其餘貨幣單位皆為新臺幣（NTD）。
10. ↑  謝佳見演出三立都會台八點華劇「我的寶貝四千金」與「獨家保鑣」。
11. ↑  「甘味人生」劇情之中的假人頭片段，則是從第464集的1:27:00秒開始至1:29:13秒播出。
12. ↑  2016年9月，myTV SUPER亦向海外地區推出TVB Anywhere。因應法律或技術問題，在中國大陸、台灣、馬來西亞、美國等地未有全面支援。
13. ↑  張郁婕參加過吳宗憲主持的「我猜我猜我猜猜猜」的「超氣質音樂才女單元」，2008年3月8日於中視播出。
14. ↑  「AfterEllen」由Sarah Warn和Lori Grant在其公司Erosion Media下創建，於2002年4月15日成立，是一個專注於娛樂媒體中對女同性戀和雙性戀女性描繪的文化網站。

## 外部連結
- 台灣配音維基上的相关条目：Template:海外版台劇八點檔